# San Juan (Dominicaanse Republiek)
San Juan (ook wel San Juan de la Maguana) is een stad en gemeente in de Dominicaanse Republiek en is de hoofdstad van de gelijknamige provincie. Het is een van de oudste steden van het land en is gesticht rond 1504. De gemeente  telt 129.000 inwoners.
San Juan ligt in het centrum van de vallei van San Juan met het Centrale ( "Cordillera Central") gebergte in het noorden en het oosten, en de Sierra de Neiba naar het zuiden. In het westen ligt een reeks lage heuvels. De San Juan-rivier is de belangrijkste rivier van de regio, en de stad werd gesticht aan de oostelijke kant van deze rivier.

## Bestuurlijke indeling
De gemeente bestaat uit elf gemeentedistricten (distrito municipal):
Guanito, Hato del Padre, La Jagua, Las Charcas de María Nova, Las Maguanas-Hato Nuevo, Las Zanjas, Pedro Corto, Pueblo Nuevo, Sabana Alta, Sabaneta en San Juan.

## Geboren
- Danilo Medina (1951), president van de Dominicaanse Republiek (2012-2020)

- Library of Congress Control Number: n00140198
- Nationale Bibliotheek van Israël: 987007478083305171
- Virtual International Authority File: 147756111

Azua · Bajos de Haina · Baní · Barahona · Boca Chica · Bonao · Comendador · Cotuí · Dajabón · El Seibo · Hato Mayor · Higüey · Jimaní · La Romana · La Vega · Los Alcarrizos · Mao · Moca · Monte Cristi · Monte Plata · Nagua · Neiba · Pedernales · Puerto Plata · Sabaneta · Salcedo · Samaná · San Cristóbal · San Francisco de Macorís · San José de Ocoa · San Juan · San Pedro de Macorís · Santiago · Santo Domingo de Guzmán · Santo Domingo Este · Santo Domingo Norte · Santo Domingo Oeste